# Bataille de Chino
Guerre américano-mexicaine
Batailles
La bataille de Chino est une escarmouche de la guerre américano-mexicaine qui a lieu les 26 et 27 septembre 1846. Vingt-quatre Américains dirigés par Benjamin D. Wilson, qui se cachent dans la maison en adobe du Rancho Santa Ana del Chino, sont capturés par un groupe d'environ 50 Californios.

## Contexte
Des années de malaise politique précèdent la bataille. Des tensions apparaissent entre les Californios autochtones et les colons américains qui s'installent, ainsi qu'au sein de la communauté californio elle-même. Des loyautés divergentes fracturent la région ; certains Californios maintiennent leur allégeance à l'autorité centrale mexicaine, tandis que d'autres commencent à sympathiser avec l'idée d'une annexion américaine par frustration face au statu quo. La vallée de San Bernardino est très vulnérable à ces divisions. En outre, l’arrivée des colons américains exacerbe encore les inquiétudes concernant la confiscation des terres, le déplacement culturel et l’autorité légale. Fin septembre 1846, alors que la guerre entre le Mexique et les États-Unis est déclarée, une vingtaine d'Américains dirigés par Benjamin Davis Wilson se rassemblent au Rancho Santa Ana del Chino d'Isaac Williams. Williams, originaire de Pennsylvanie, est devenu citoyen mexicain – condition préalable pour posséder des terres – et a épousé Maria de Jesus Lugo, fille d' Antonio Maria Lugo. Les Californios doutent de la loyauté des hommes de Wilson et décident de les arrêter.

## Bataille
Serbulo Varela, Diego Sepulveda et Ramon Carrillo quittent Los Angeles avec une cinquantaine d'hommes, tandis que José del Carmen Lugo avec quinze à vingt autres hommes quittent San Bernardino pour converger vers le Rancho del Chino. Dans la nuit du 26 septembre 1846, le ranch en adobe est encerclé par les Californios. À l'aube du jour suivant, des coups de feu sont échangés, faisant un mort parmi les Californios (Carlos Ballesteros, fils du concessionnaire de Rancho Rosa Castilla), deux blessés et trois blessés parmi les Américains. Les combattants américains s'attendent à recevoir des renforts des forces proches, mais ceux-ci n'arrivent jamais en raison d'un problème de communication. Les américains fortifient le ranch mais sont rapidement débordés. Les Californios tentent de mettre le feu au toit de la maison. La suffocation et le manque de munitions forcent Wilson à se rendre à Varela. Ce bref engagement est connu sous le nom de bataille de Chino.

## Compte rendu notable
Wilson mentionne dans ses mémoires qu'il a rassemblé son groupe de soldats au ranch d'Isaac Williams après avoir entendu des rumeurs d'une révolte californienne contre les forces américaines. Après que lui et ses hommes ont été vaincus, ils se rendent et sont capturés. Alors qu'il est prisonnier, il observe de fortes tensions parmi les Californios, dont beaucoup prônent l'exécution des prisonniers en représailles à la mort de leur camarade. Wilson note également que Serbulo Varela met fin à ces intentions en menaçant de défendre les prisonniers par la force si nécessaire pour empêcher leur exécution.

## Conséquences
Les hommes de Wilson sont faits prisonniers et marchent jusqu'à Paredon Blanco à Boyle Heights, le camp principal des forces californios. Les prisonniers sont proches d'être exécutés en représailles à la mort de Carlos Ballesteros, le seul combattant décédée à Chino, mais beaucoup d'entre eux sont liés par mariage à des familles mexicaines, et Varela et d'autres interviennent. Plus tard, les prisonniers sont emmenés à Rancho Los Cerritos, près de l'actuelle Long Beach, où ils sont détenus puis finalement libérés.

## Importance
La bataille de Chino s'inscrit dans un schéma plus large de dépossession subie par les Californios. Les Californios ont été tenus de fournir des documents par l'intermédiaire de commissions foncières établies en vertu de la loi américaine. Bon nombre de ces documents ont dû être traduits, certifiés et évalués à la lumière de la nouvelle législation. Dans de nombreux cas, les documents étaient incomplets, perdus ou mal interprétés, ce qui a entraîné la confiscation de terres ou leur vente à des spéculateurs. Ces obstacles juridiques et le manque de représentation politique ont entraîné une baisse de l’influence californio dans les années qui ont suivi. La bataille de Chino a mis en évidence à quel point la Californie était divisée en interne. Certains ont soutenu la résistance, tandis que d’autres ont cherché du réconfort dans l’arrivée du régime américain. Cet événement a également été l'une des dernières fois où les forces californios ont réussi à capturer un groupe d'Américains armés. En quelques mois, la domination militaire américaine sur toute la Californie a rendu de tels événements rares. La bataille de Chino sert de marqueur dans le lent passage d'une frontière contestée à un territoire américain incorporé, et de la domination mexicaine à la gouvernance américaine.

## Marqueur de monument historique de Californie
Le marqueur no 942 des monuments historiques de Californie sur le site indique : 

« no 942 SITE DU RANCHO CHINO ADOBE OF ISAAC WILLIAMS - Près de ce site, Isaac Williams construisit en 1841 une grande maison en adobe, située sur le Rancho Chino de 8 900 hectares qu'il avait acquis de son beau-père Antonio Lugo. La « bataille de Chino » eut lieu à cet endroit les 26 et 27 septembre 1846, au cours de laquelle 24 Américains furent capturés par un groupe d'une cinquantaine de Californios. Située sur la piste des immigrants du Sud vers la Californie, cette maison devint plus tard une auberge et une étape réputée pour son hospitalité. »